# Trancecore (Hardcore-Techno-Subgenre)
Trancecore ist ein Subgenre des Hardcore Techno, der aus der Vermischung von Trance und Hardcore Techno entstand.
Trancecore ist vor allem in Großbritannien beheimatet, wo er Ende der 1990er Jahre den klassischen Happy Hardcore ergänzte und zum Teil ablöste. In Großbritannien wurde Trancecore zu großen Teilen durch den klanglich oft ähnlichen Freeform Hardcore abgelöst.
Obwohl der Begriff älter ist, ist er in der Gabber-Szene nicht weit verbreitet.

## Bekannte Interpreten
- DJ Sharkey
- Hixxy
- Scott Brown
- Marc Smith
- DJ Kevin Energy
- DJ Fury
- Helix
- Eclipse
- UFO
- Druid
- Dougal & Gammer